# Adriaan van Bevervoorde
Adriaan van Bevervoorde, voluit Adrien Jean Eliza Engelbert van Bevervoorde tot Oldemeule,  (Groningen, 9 september 1819 — 's-Hertogenbosch, 17 mei 1851) was een Nederlandse politiek journalist en was een van de oprichters van de Association Démocratique.

## Biografie
Adriaan van Bevervoorde werd geboren in een aanzienlijke, maar niet rijke familie. Zijn vader diende in het leger waar hij de rang van luitenant-kolonel bereikte en in 1837 werd hij in de adelstand verheven. Veel is er niet bekend van de jeugd van Adriaan van Bevervoorde, maar waarschijnlijk heeft hij een goede opleiding gehad. In de loop der jaren groeide hij uit tot een knap journalist, maar hij wenste vooral bekendheid te krijgen als literator. Op achttienjarige leeftijd schreef hij het treurspel De Artevelders, maar de toneeldirecteuren wezen dit af.
Ook de andere "literaire" werken van Van Bevervoorde werden slecht ontvangen. Zijn literaire uitspattingen leidde er wel toe hij dat in 1839 werd aangesteld als redacteur kunst bij De Avondbode. Aan zijn werkzaamheden bij dit blad kwam al in 1841 een einde toen Van Bevervoorde de Amsterdamse kappersdochter Marie Marguerite Ferminet schaakte. Zij vertrokken naar Londen waar ze op 16 mei van dat jaar huwden. Op 5 maart 1845 volgde een tweede huwelijk tussen het tweetal in Brussel, omdat er getwijfeld werd aan de rechtsgeldigheid van het eerste huwelijk.
Door invloed van oud-minister Jan Jacob Rochussen werd Van Bevervoorde op 1 mei 1844 eerste redacteur van de Haagse Franstalige krant Journal de la Haye. In 1845 ontsloeg hoofdredacteur Box hem alweer. In de tussentijd was hij begonnen met het uitgeven van een eigen Franstalige krant, de Asmodée. In zijn publicaties in deze krant viel hij herhaaldelijk zijn oud-werkgever aan, maar ook minister Floris Adriaan van Hall. Na het vertrek van Eillert Meeter uit Nederland groeide Van Bevervoorde uit tot de belangrijkste radicale publicist van Den Haag. Door zijn herhaaldelijke aanvallen werd hij aangeklaagd voor smaad. Hij kreeg een gevangenisstraf van twee maanden en tijdens zijn periode in de gevangenis radicaliseerde hij en verspreidde hij in het vervolg een democratisch en idealistisch geluid.
Zijn geluid trok al snel de aandacht in het buitenland, met name in België en Frankrijk. Op 7 november 1847 was Van Bevervoorde samen met Karl Marx en Friedrich Engels een van de vele oprichters van de Association Démocratique. Naast de Asmodée startte hij een tweede krant, een Nederlandse, De Burger. Hij richtte zich in deze krant ook onder meer tegen koning Willem II en hield hem voor dat hij "immer en altijd" de vraag diende te stellen "Wat wil mijn volk?" In maart 1848 leidde Van Bevervoorde op 15 en 16 maart een demonstratie naar het paleis van Willem II waar hem gevraagd werd om zijn ministers weg te sturen. De Amsterdamse politie verdacht hem ervan betrokken te zijn bij het Damoproer van 24 maart, een week later, maar kon dit niet hard maken. Toch besloot hij hierdoor uit te wijken naar het buitenland.
Van Bevervoorde belandde in Parijs en schreef daar een reeks publicaties en schreef voor de Franse pers artikelen over de situatie in Nederland. Na de dood van Willem II keerde Van Bevervoorde terug naar Nederland en ging hij bij zijn ouders in 's-Hertogenbosch wonen. Op 14 november 1849 nam de politie hem gevangen omdat hij nog een gevangenisstraf moest uitzitten, maar hij werd al een maand later weer vrijgelaten omdat het vonnis verjaard was. Hij overleed in 1851 in de woning van zijn ouders.

## Geselecteerde bibliografie
- 1837: De Artevelders
- 1840: Alexander, een historische novelle
- 1844: Grotius et Richelieu
- 1848: Verraad
- 1848: Brief aan Mr. Dirk Donker Curtius, aan hem uit Parijs geschreven

- Biografisch Portaal: 21399890
- Digitale Bibliotheek voor de Nederlandse Letteren: beve006
- Gemeinsame Normdatei: 1053075359
- International Standard Name Identifier: 0000 0003 9293 2982
- Virtual International Authority File: 287036038